# Fiederbartwelse
Die Fiederbartwelse (Mochokinae) leben mit weit über 100 Arten in afrikanischen Süßgewässern.
Sie haben ihren deutschen Namen von den beiden Unterkieferbarteln, die gefiedert sind. Das Bartelpaar des Oberkiefers ist meist ungefiedert (außer bei der Typusart der Gattung Synodontis, S. clarias). Auch die große, lange Fettflosse ist auffallend. Als anatomisch typisch zu bemerken ist eine kräftige, knöcherne Kopfkapsel. Ebenso charakteristisch sind je ein kräftiger Brust- und Rückenflossenstachel, die meist gezähnt sind und denen schon lange nachgesagt wird, dass sie giftig seien. Richtige Giftdrüsen, mit einem Reservoir und giftführenden Kanal fehlen allerdings. Wie eine neuere Untersuchung von Wright gezeigt hat, wird das Gift durch Giftdrüsenzellen erzeugt, die sich besonders in der die Stachelstrahlen umgebenden Haut befinden. Diese Giftdrüsenzellen haben sich offenbar aus Schleimdrüsenzellen im Laufe der Evolution gebildet und kommen bei einer Vielzahl von Welsfamilien vor.
Aquaristisch beliebte Fiederbartwelse haben eine auffallende Flecken- oder Streifenzeichnung, während das Gros der Arten, vor allem der Gattung Synodontis und diese im Alter, eher einfarbig in schmucklosem Grau oder Braun gefärbt ist.

## Lebensweise
Manche Arten sind Schwarmfische, andere leben einzelgängerisch und sind gegenüber Artgenossen aggressiv. Einige Arten, wie der Rückenschwimmende Kongowels (Synodontis nigriventis) schwimmen mit dem Rücken nach unten und weiden die Unterseite der Blätter von Wasserpflanzen ab.
Die kleinste Art Microsynodontis armatus wird nur 2,7 Zentimeter groß, während Synodontis xiphias eine Länge von 80 Zentimeter erreicht.

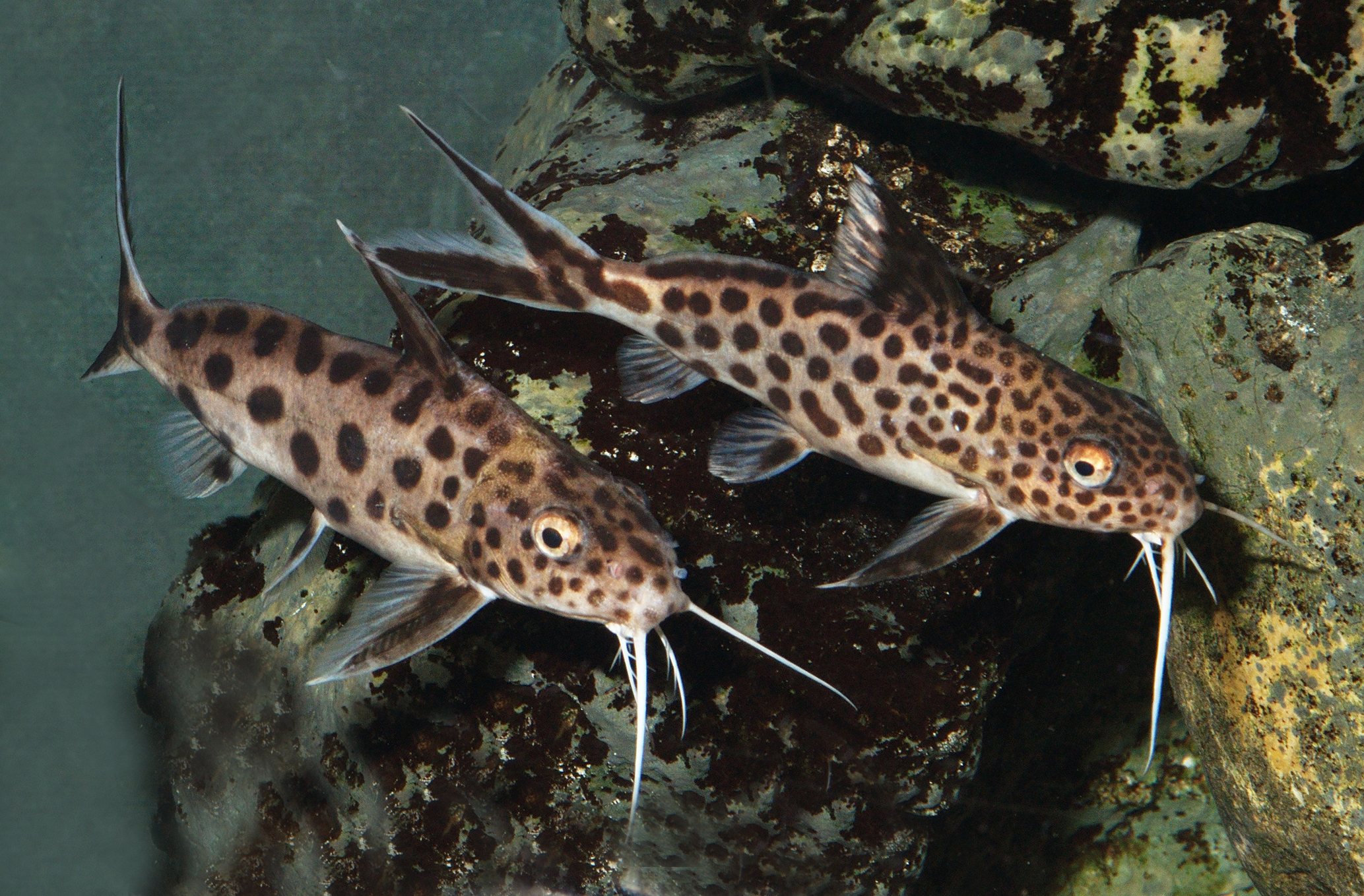
Pärchen des Großaugen-Kuckuckswels (Synodontis grandiops)

Der Kuckucks-Fiederbartwels (Synodontis multipunctatus) und der Großaugen-Kuckuckswels (Synodontis grandiops) legen ihre Eier den maulbrütenden Buntbarschen des Tanganjikasee unter und lassen sie von diesen "Wirten" ausbrüten. Dabei fressen die schneller schlüpfenden Welslarven die Eier und Larven der Buntbarsche. Man spricht in diesem Fall von Brutparasitismus.

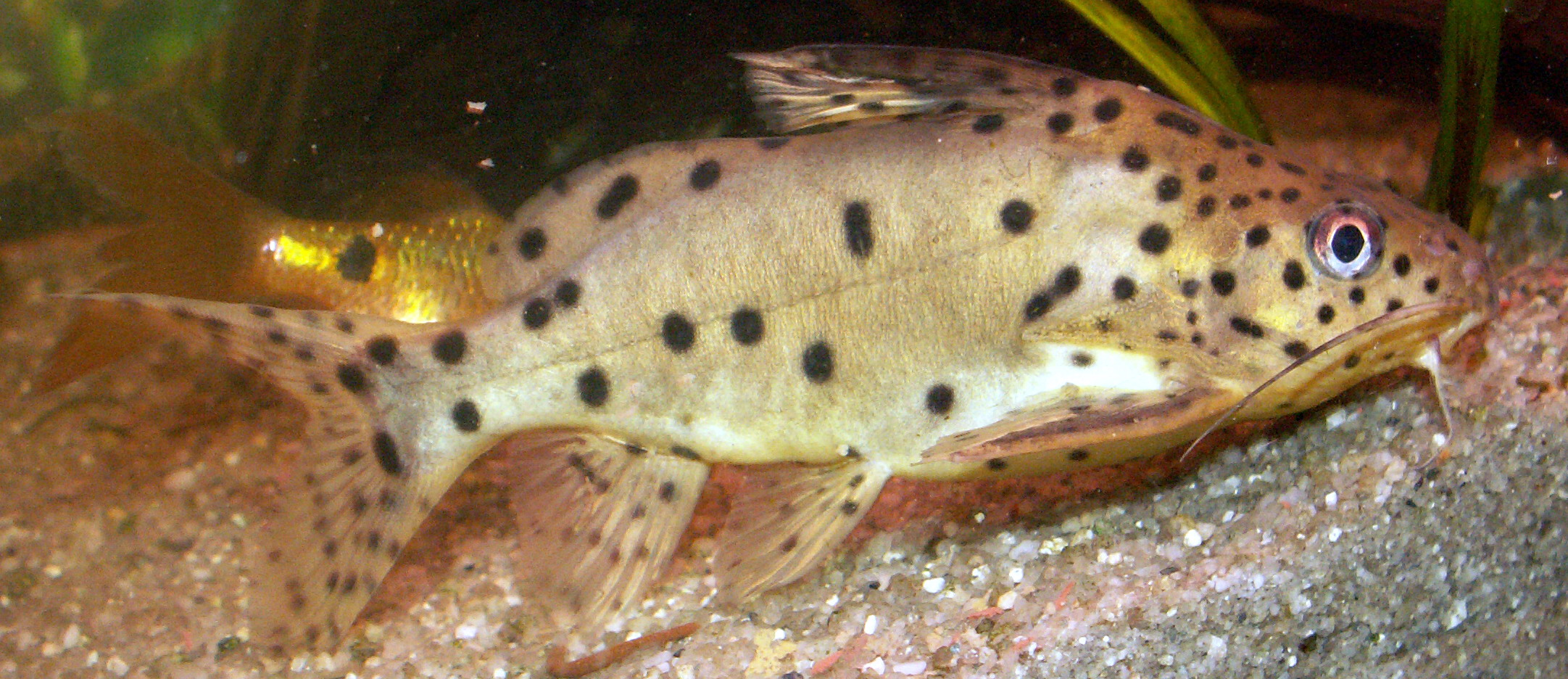
Synodontis-Hybride mit westafrikanischen Wurzeln

Insbesondere in Osteuropa werden Synodontis-Hybriden unter Stimulierung durch Hypophysenextrakte gezüchtet, die in Massen in den Zierfischhandel gelangen. Diese Arten werden häufig unter den Namen von Tanganjika-Fiederbartwelsen verkauft, weil diese im Handel am teuersten sind.

## Lautäußerungen
In vielen Welsfamilien, auch bei den Mochokidae, sind die Tiere in der Lage, hörbare Laute zu erzeugen. Sie reiben bei Belästigung einen dorsalen Knochenfortsatz des Brustflossenstrahls in einer Gelenkrinne. Die Laute entstehen sowohl beim Vorbewegen als auch beim Zurückbewegen der Brustflosse. Das Abspreizen der Brustflosse geht langsamer vor sich und der Laut ist dementsprechend länger als beim Anziehen. Die Pausen zwischen den Lauten sind gleich lang. Die größte Energie der Laute liegt zwischen 2 und 4 kHz. Die Mochokidae unterscheiden sich dabei z. B. von den Doradidae nur durch die raschere Bewegung der Brustflossen, d. h. die Laute und die Pausen zwischen den Lauten sind kürzer als bei den Doradidae.

## Systematik
Familie Mochokidae Jordan, 1923
- Unterfamilie Fiederbartwelse (Mochokinae Jordan, 1923)
  - Gattung Acanthocleithron Nichols & Griscom, 1917
    - Acanthocleithron chapini Nichols & Griscom, 1917

  - Gattung Zwergfiederbartwelse (Microsynodontis Boulenger, 1903) Microsynodontis sp.
  - Gattung Mochokiella Howes, 1980
    - Mochokiella paynei Howes, 1980

  - Gattung Mochokus Joannis, 1835
    - Mochokus brevis Boulenger, 1906

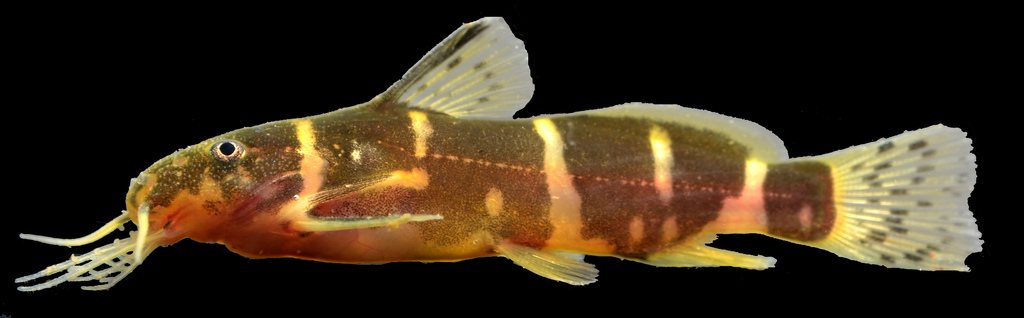
Microsynodontis sp.

    - Mochokus niloticus Joannis, 1835

  - Gattung Synodontis Cuvier, 1816
    - Liste der Arten siehe Synodontis